# ناوشکن کلاس دارینگ (۱۹۴۹)
دیسترویر کلاس دارینگ (۱۹۴۹) (به انگلیسی: Daring-class destroyer (1949)) یک کلاس از کشتی است که طول آن ۳۹۰ فوت (۱۲۰ متر) می‌باشد.